# El Trébol Dos
El Trébol Dos är en ort i Mexiko.   Den ligger i kommunen Escuinapa och delstaten Sinaloa, i den centrala delen av landet, 700 km nordväst om huvudstaden Mexico City. El Trébol Dos ligger 54 meter över havet och antalet invånare är 159.
Terrängen runt El Trébol Dos är huvudsakligen kuperad, men den allra närmaste omgivningen är platt. El Trébol Dos ligger nere i en dal. Runt El Trébol Dos är det ganska glesbefolkat, med 34 invånare per kvadratkilometer. Närmaste större samhälle är La Concha, 12,5 km söder om El Trébol Dos. Omgivningarna runt El Trébol Dos är en mosaik av jordbruksmark och naturlig växtlighet.